# Alberto Belsué
Alberto Belsué Arias (Zaragoza, 1968. március 2. –) spanyol válogatott labdarúgó.

## Pályafutása

### Klubcsapatban
Pályafutását az Endesa Andorra csapatában kezdte 1986-ban. Ezt követően 1988-ban az első osztályban szereplő Real Zaragoza igazolta le. Pályafutásának nagy részét itt töltötte és több mint 300 mérkőzésen lépett pályára. 1994-ben csapatával megnyerték a spanyol kupát, egy évvel később a kupagyőztesek Európa-kupáját. Az 1998–99-es szezonban a Deportivo Alavés, az 1990–2000-es szezonban a Numancia játékosa volt. 2000-ben a görög Iraklísz igazolta le és innen is vonult vissza 2001-ben.

### A válogatottban
1994 és 1996 között 17 alkalommal szerepelt a spanyol válogatottban. Részt vett az 1996-os Európa-bajnokságon.

## Sikerei, díjai
Real Zaragoza
- Spanyol kupa (1): 1993–94
- Kupagyőztesek Európa-kupája (1): 1994–95

## Külső hivatkozások
- Alberto Belsué – a FIFA adatbázisában
- Alberto Belsué adatlapja a National-Football-Teams.com oldalon (angolul)

- Alberto Belsué (angol nyelven). eu-football.info
- Alberto Belsué (angol nyelven). BDFutbol.com